# ترا (آمل)
ترا، روستایی است از توابع بخش لاریجان شهرستان آمل در استان مازندران ایران.
این روستا دارای آبشاری به نام تمیره یا تیمره یا تماره است.همچنین دارای باغات گردو متعددی نیز می‌باشد .

## جمعیت
این روستا در دهستان بالا لاریجان قرار داشته و براساس آخرین سرشماری مرکز آمار ایران که در سال ۱۳۸۵ صورت گرفته، جمعیت آن ۳۱ نفر (۱۲خانوار) بوده‌است.